# Hamilton Jukes
Hamilton Dawson Jukes (Kanada, Manitoba, Winnipeg, 1895. május 28. – USA, Kalifornia, San Diego, 1951. január 8.) kanadai-brit olimpiai bronzérmes jégkorongozó.
Mint abban az időben szinte minden brit jégkorong-válogatott játékos, ő is kanadai születésű volt. 1916-ban ment Angliába a kanadai sereg kötelékében, mint hadnagy. Egy évvel később leszerelt és Newcastle upon Tyne-ban élt tovább. Az 1924. évi téli olimpiai játékokon részt vett a jégkorongtornán. Három mérkőzésen játszott és kettő gólt ütött a francia jégkorong-válogatott ellen. Végül bronzérmesek lettek. Élete további részében mérnökként dolgozott egy olajvállalatnál és visszaköltözött Kanadába. 55 évesen San Diegóban hunyt el.